# نظرية الملعقة

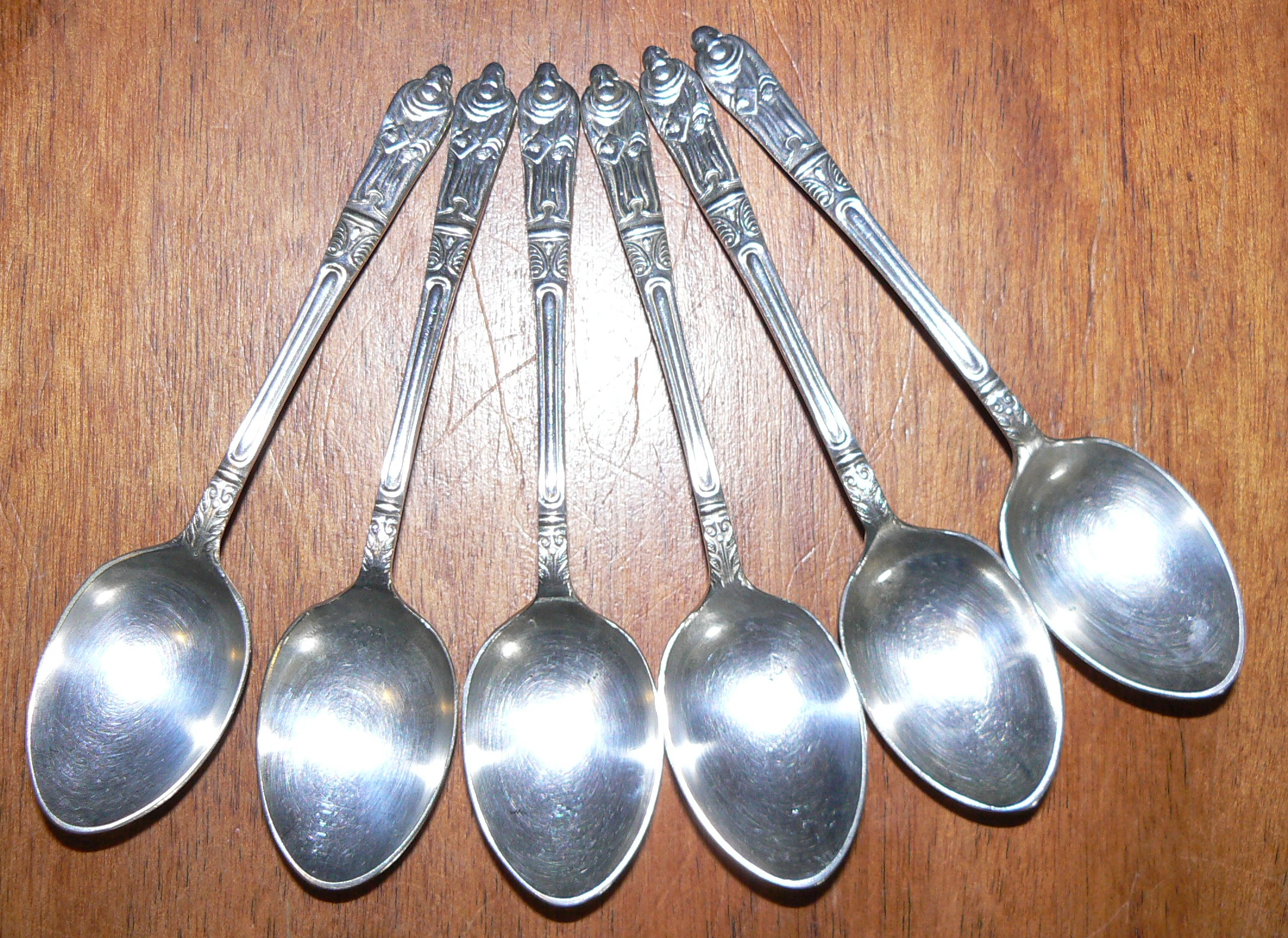
تستخدم "الملاعق" كاستعارة وتمثيل مرئي لتقنين الطاقة.

نظرية الملعقة هي مجاز يصف مقدار الطاقة الجسدية و/ أو العقلية التي يمتلكها الشخص للأنشطة والمهام اليومية، وكيف يمكن أن تصبح محدودة. صاغته الكاتبة والمدونة كريستين ميسيراندينو في عام 2003 كوسيلة للتعبير عن الشعور بالإصابة بمرض الذئبة.  باستخدام الملاعق في مطعم لتمثيل وحدات الطاقة التي يحتاجها الشخص لصديق، فقد اختزلت الملاعق لتمثل كيف أجبرها المرض المزمن على التخطيط لأيام وإجراءات مسبقًا حتى تحاول عدم نفاد الطاقة. اُستخدِمَ منذ ذلك الحين لوصف مجموعة واسعة من الإعاقات وقضايا الصحة العقلية وأشكال التهميش وعوامل أخرى قد تضع عبئًا إضافيًا وغالبًا ما يكون غير مرئي على الأشخاص الذين يعيشون معهم.

## الأصل
الفكرة صاغتها كريستين ميسيراندينو في مقالها عام 2003 «ذا سبون ثيوري». في أثناء وجودها في مطعم لتناول الطعام مع صديق، بدأت صديقة ميسيراندينو بمراقبتها وهي تتناول الدواء، وفجأة سألتها عن شعورها بمرض الذئبة. أمسكت ميسيراندينو ملاعق من المطعم حيث جلسوا وأعطت صديقتها حفنة الملاعق التي جمعتها. ساعدت الملاعق ميسيراندينو في إظهار الطريقة التي يبدأ بها الأشخاص المصابون بأمراض مزمنة أيامهم في كثير من الأحيان بكميات محدودة من الطاقة. يمثل عدد الملاعق التي كانت لصديقتها مقدار الطاقة التي كان عليها أن تبذلها طوال اليوم.
كما ذكرت صديقة ميسيراندينو المهام المختلفة التي تكملها طوال اليوم، أخذت ميسيراندينو ملعقة لكل نشاط. أخذت الملعقة تلو الملعقة حتى تبقى لصديقتها ملعقة واحدة فقط. ثم ذكرت صديقتها أنها جائعة، فأجابت ميسيراندينو أن تناول الطعام سيستخدم ملعقة أخرى. إذا كانت ستطبخ، فستحتاج إلى ملعقة للطبخ. كان عليها أن تختار حركتها التالية بحكمة للحفاظ على طاقتها لبقية الليل.

## المرض المزمن ونظرية الملعقة
أفاد الأشخاص المصابون بمرض مزمن أو بألم عن مشاعر الاختلاف والانقسام بينهم وبين الأشخاص غير المعوقين.
  تُستخدم هذه النظرية والادعاء بمصطلح «سبوني» لبناء مجتمعات لأولئك الذين يعانون مرضًا مزمنًا والذين بإمكانهم أن يدعموا بعضهم البعض.
الملاعق عبارة عن تمثيل مرئي يستخدم كوحدة قياس لتحديد كمية الطاقة العقلية والبدنية المتاحة للشخص لأنشطة الحياة والمهام الإنتاجية خلال فترة زمنية معينة (على سبيل المثال، يوم أو أسبوع). يتطلب كل نشاط عددًا من الملاعق، والتي ستستبدل فقط عندما يقوم الشخص «بإعادة الشحن» من خلال الراحة. لا خيار أمام من ينفد من الملاعق سوى الراحة حتى تتجدد ملاعقه. هذا لا يعني أن الراحة من المؤكد أن تعطي الشخص المزيد من الملاعق. بالنسبة للعديد من الأشخاص المصابين بأمراض مزمنة، لا يؤدي النوم وظيفته الطبيعية المتمثلة في استعادة الطاقة. أيضًا، من الممكن أن يعاني العديد من الأشخاص ذوي الإعاقة من صعوبات في النوم، ما يؤدي إلى استمرار انخفاض إمدادات الطاقة.
لهذا السبب، يتعين على العديد من الأشخاص المصابين بأمراض مزمنة التخطيط وتقنين طاقتهم طوال اليوم. وصف هذا بأنه مصدر قلق كبير للأشخاص الذين يعانون إعاقة (مرتبطة بالتعب) أو حالة / مرض/ مرض مزمن لأن الأشخاص الذين لا يعانون هذه الإعاقات لا يهتمون عادةً بالطاقة التي تُنفَق في أثناء المهام العادية مثل الاستحمام وارتداء الملابس. تشرح النظرية الاختلاف وتسهل المناقشة بين أولئك الذين لديهم احتياطيات محدودة من الطاقة وأولئك الذين لديهم (على ما يبدو) احتياطيات طاقة غير محدودة.  

## استخدامات أخرى
انتشرت نظرية الملعقة منذ ذلك الحين في جميع أنحاء مجتمع الإعاقة وحتى إلى الفئات المهمشة لوصف الإرهاق الذي قد يميز أوضاعهم المحددة. يستخدم بأسلوب شائع للإشارة إلى تجربة وجود إعاقة غير مرئية، لأن الأشخاص الذين ليس لديهم أعراض خارجية أو رموز لحالتهم غالبًا ما يُنظر إليهم على أنهم كسالى أو غير متسقين أو يعانون مهارات إدارة الوقت الضعيفة من قبل أولئك الذين ليس لديهم معرفة مباشرة بحالتهم من العيش مع مرض مزمن أو إعاقة.
  ووصفت نعومي شيني كيف انتشر المصطلح أيضًا ليستخدمه البعض في مجتمع الإعاقة الأوسع، وفي النهاية حاول المجتمع غير المعوق استخدامه لاستخدامات أخرى، للإشارة إلى أشكال غير مزمنة من التعب والإرهاق العقلي - والتي تعد صفات للأشخاص ذوي الإعاقات غير المرئية كونهم مجموعة مهمشة في بعض الأحيان حتى داخل مجتمع الإعاقة.
أولئك الذين يعانون مشاكل نفسية مثل القلق أو الاكتئاب من الممكن أن يجدوا صعوبة مماثلة في القيام بمهام تبدو بسيطة على مدار اليوم، أو التعامل مع أزمة.
يمكن استخدام نظرية الملعقة لإظهار الإرهاق الناتج عن ولادة طفل جديد لأن هذه المرة قد تؤدي إلى قلة النوم.